# Jüdischer Friedhof (Dehlingen)

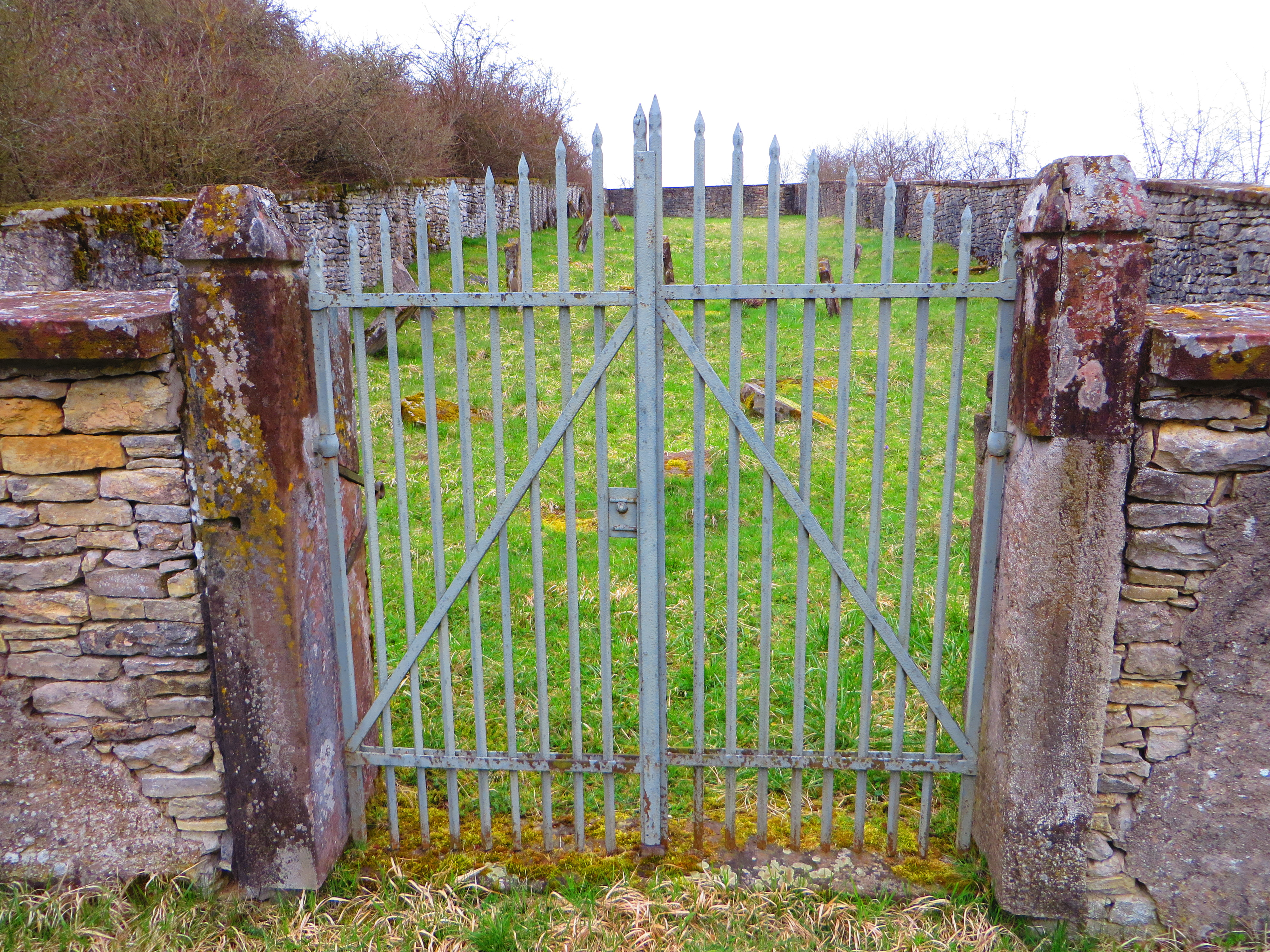
Jüdischer Friedhof in Dehlingen

Der Jüdische Friedhof in Dehlingen, einer französischen Gemeinde im Département Bas-Rhin in der Region Grand Est, wurde vermutlich im 19. Jahrhundert angelegt. Auf dem jüdischen Friedhof an der Rue de l’Étang befinden sich heute nur wenige Grabsteine.